# Éloge du cardinal de Bernis
L’Éloge du cardinal de Bernis est un essai biographique écrit par Roger Vailland en 1956. Il brosse le portrait d'un homme qui est un libertin, amateur de plaisirs et de belles femmes et qui arrivera au pouvoir par l'intermédiaire de madame de Pompadour.
À propos de cet essai, Roger Vailland a écrit qu'il constitue une recherche sur « cette distance que l'être doué de raison met entre soi-même et le monde pour raisonner clairement du monde. »

## Historique
La rencontre à Rome entre deux hommes qui avaient toujours intéressé Roger Vailland, le cardinal de Bernis et le vénitien Casanova puis à Paris quand Bernis exerça d'importantes fonctions politiques, a joué un rôle important dans son projet d'écriture de ce texte.

## Résumé
Lors du décès du pape Clément XIII, un conclave fut convoqué et Bernis, chargé de mission, partit pour Rome pour trouver un candidat anti-jésuites. Bernis sut si bien s'y prendre qu'il fut nommé ambassadeur à Rome et le resta de 1774 à 1794. Il travailla à l’élection de Clément XIV, fit bonne table et de nombreuses conquêtes. Le cardinal de Bernis est un homme politique ambitieux –ministre des affaires étrangères sous Louis XV- qui possède assez de recul pour ne pas être dupe. « C’est, estime Vailland, un Julien Sorel qui aurait réussi, puis mesuré la vanité de la réussite. » Ambitieux certes : « Pour imposer sa volonté au pape, il faut au moins être cardinal, précise Vailland. » Il le sera. Et avec sa finesse diplomatique toute vénitienne, il deviendra faiseur de papes contre les Jésuites, ses ennemis qui lui ont gâché sa jeunesse. Un homme de contradiction aussi, « athée conséquent mais cardinal du meilleur ton.» On peut imaginer la jubilation de Vailland devant cette rencontre improbable entre le cardinal de Bernis, ministre de France, et Giacomo Casanova, Don Juan aux multiples facettes, séduit par deux grands séducteurs qui partagent la même maîtresse, une superbe religieuse. « Au goût, dit Casanova, je devine que votre amant est français. » Nous voilà revenus au premier texte de cet essai, cette singularité qui caractérise le Français.

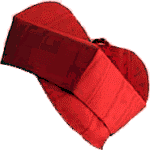
Barrette de cardinal

La jeunesse difficile de Bernis, ses ambitions déçues inspireront à Vailland une réflexion sur l’intransigeance des écrivains de sa génération, leur volonté de ne jamais faire de concessions, d’entrer en littérature comme on entre en religion. Il en profite pour dénoncer l’embourgeoisement et cet esprit français qui a tendance à se déliter. À cette époque, Bernis sous des dehors frivoles, poursuit ses ambitions, se fait poète de salon, établit des plans de vie. « S’il a tant d’aisance apparente, c’est par excès de puissance». Nouvelle référence à cette « singularité d’être Français. » Il faut se faire courtisan, éviter le sort de Laclos dont on a brisé la carrière après la publication des Liaisons dangereuses. Pour réaliser ses ambitions, Bernis change de stratégie et réussit à entrer dans les bonnes grâces de madame de Pompadour. Le jour où Antoinette Poisson devient la marquise de Pompadour, le courtisan Bernis toucha le jackpot, même si le renversement d’alliances qui suivit fut fort calamiteux pour la France. Dès lors, il accumule les avantages : ambassadeur, l’abbaye de Saint-Médard de Soissons qui rapporte 30 000 livres de rente par an, ministre d’état, et finit par recevoir le Cordon bleu des mains du roi… À Paris, il revoit un Casanova dans une très mauvaise passe, à qui il apporte son aide avec grâce.
Mais l’horizon se bouche après le désastre de Rossbach. Comme l’écrit Vailland : « Bernis reste fidèle aux coteries. C’est sa faiblesse. Le pouvoir n’exige plus l’entregent mais la fermeté. […] Le caractère qui lui a permis d’atteindre au pouvoir ne lui est plus d’aucune aide dans l’exercice du pouvoir. » Mais il décide de se battre car c’est ‘un homme de qualité’. Cette définition que s’applique le cardinal interpelle Vailland dans son acception, à travers les propos de Bernis ou les réflexions de Gobineau dans Les Pléiades : cette qualité est-elle ‘de race’ ou elle-t-elle liée à une situation, au contexte d’une époque ? L'homme de qualité est tôt ou tard confronté au pouvoir, à la dialectique maître-esclave. Après sa disgrâce, Bernis nommé enfin cardinal, réussit à faire élire un nouveau pape Clément XIV et y gagne l'ambassade de Rome où il revoit Casanova... et de charmantes romaines.

## Édition
| Éloge du Cardinal de Bernis, Éditions Fasquelle, Paris, 1956                      | et collection Les Cahiers Rouges, Éditions Grasset                     |
| Jean-Paul Desprat, Le Cardinal de Bernis, la belle ambition, Paris : Perrin, 2000 | Jean-Marie Rouart, Bernis le cardinal des plaisirs, Éditions Gallimard |